# サルカケミカン
サルカケミカン（Toddalia asiatica）はミカン科の蔓になる樹木。棘がとても鋭いもので、薬用などに用いられる。

## 特徴
常緑性の蔓になる樹木。茎には一面に鋭い棘がある。棘は下面が平らで上下に伸びていて、先端は鋭く鉤状に下向きに曲がっており、長さは約2mm。若枝は無毛。葉は互生でそれぞれ3枚の小葉からなる。全体の長さは3-5cmあり、葉柄は05-1cmmの長さ。小葉は長楕円形で長さ1.5-5cm、幅0.7-1.5cm。小葉は先が尖らず、先端には腺体があってややへこんでいる。縁には細かな鋸歯があり、表裏共に無毛だが裏面には油点が目立つ。また小葉の基部はくさび形で長さ0.5-1mmの小葉柄に流れる。
花期は冬から春で枝先や葉腋から円錐花序を出し、多くの小さな花をつける。雌雄異株であり、雄花序では各節に3-4個、雌花序では各節に1個の花をつける。萼は5裂、花弁は5個で長楕円形、雄蘂は5個。花弁は緑白色で雄花では2mm、雌花では3mm。果実は球形で径6-8mmになり、橙黄色に熟す。
本種の呼称は沖縄では広くサルカチミカンであり、サルカチやサルカチャーも広く知られる。これらは「サルを引っかけるもの」の意と取れる。
和名はこれに由来し、「サルでもその棘に引っかかる」の意である。

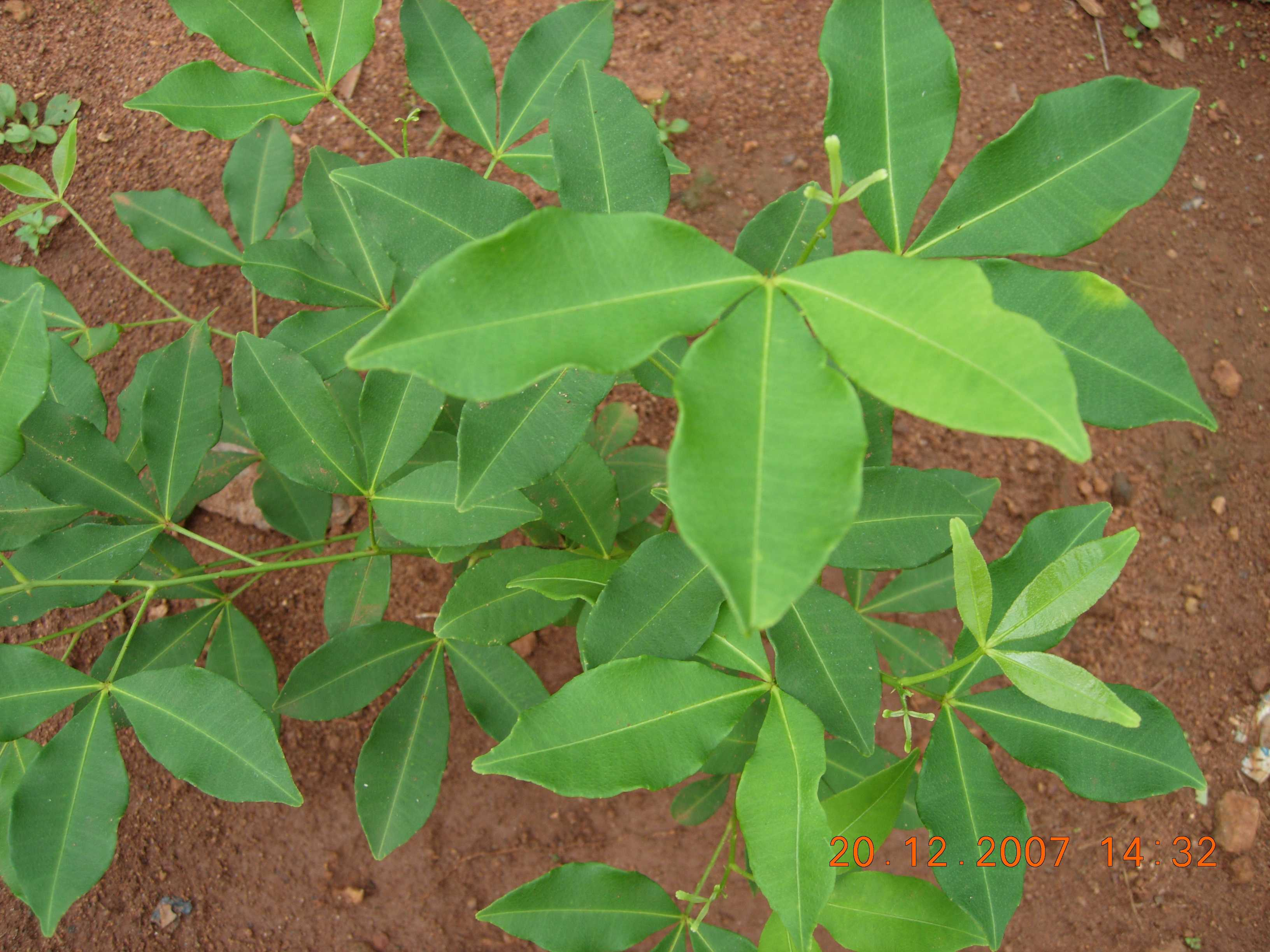
葉の様子
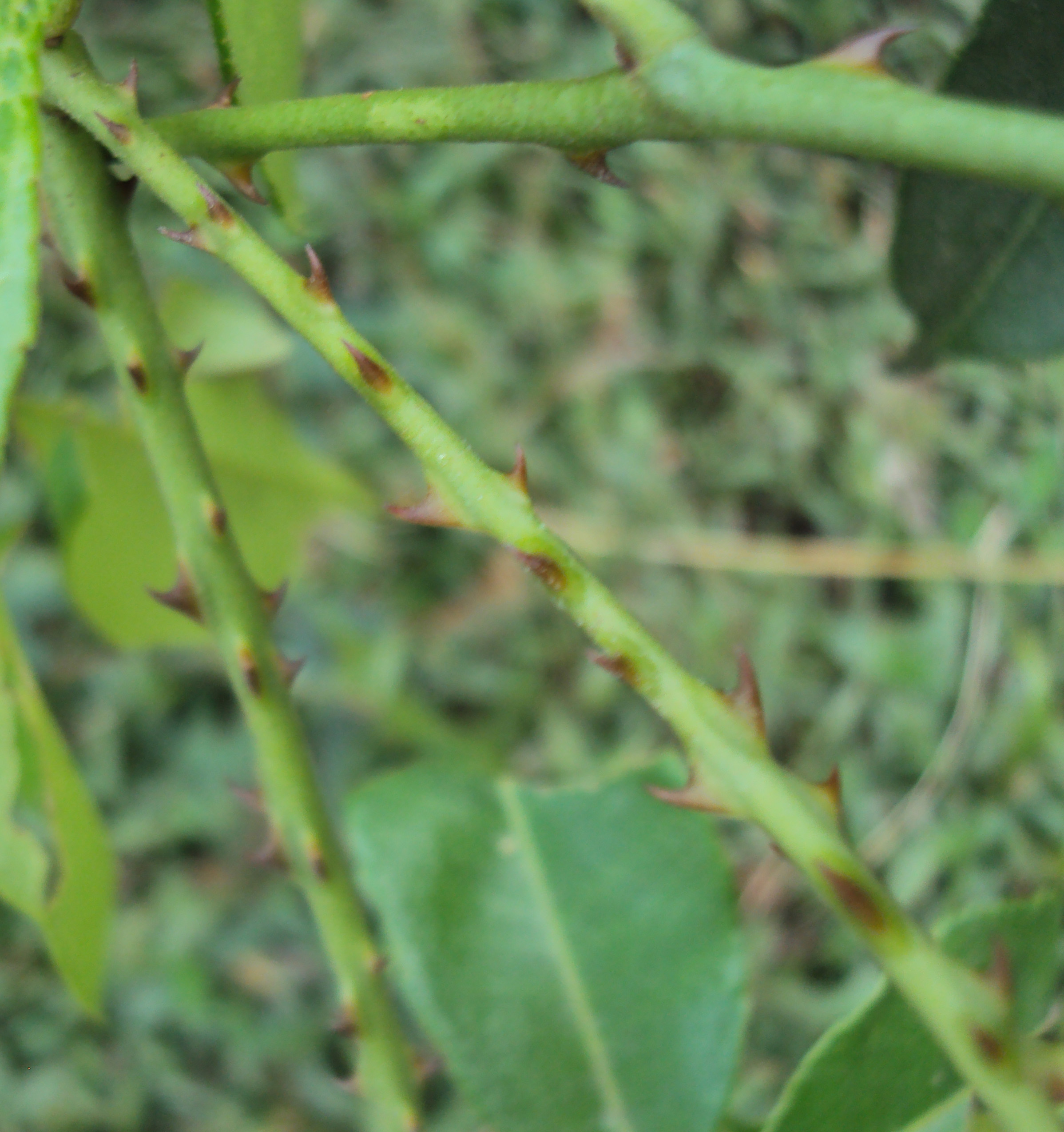
若い茎の棘
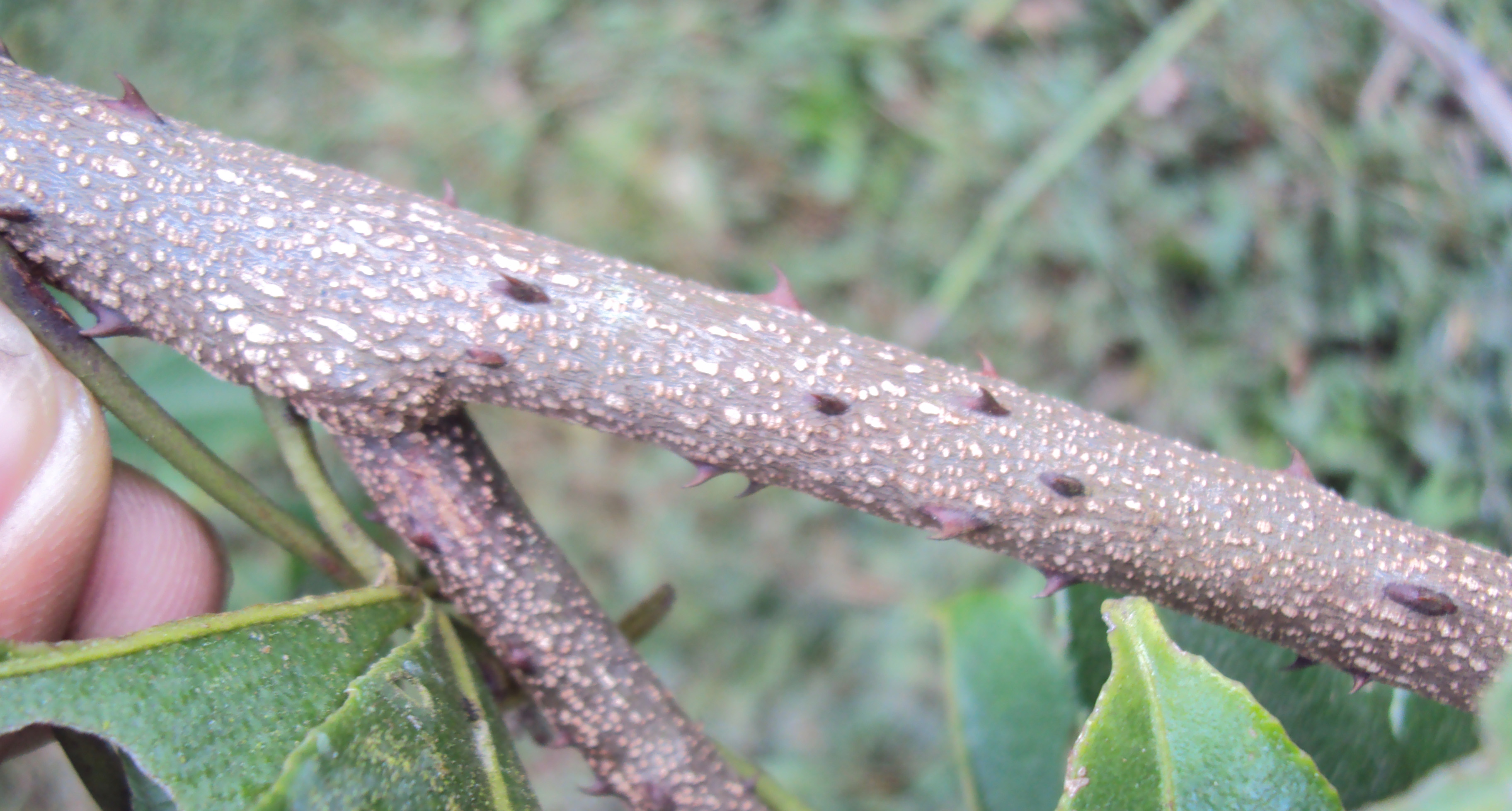
古い茎の棘
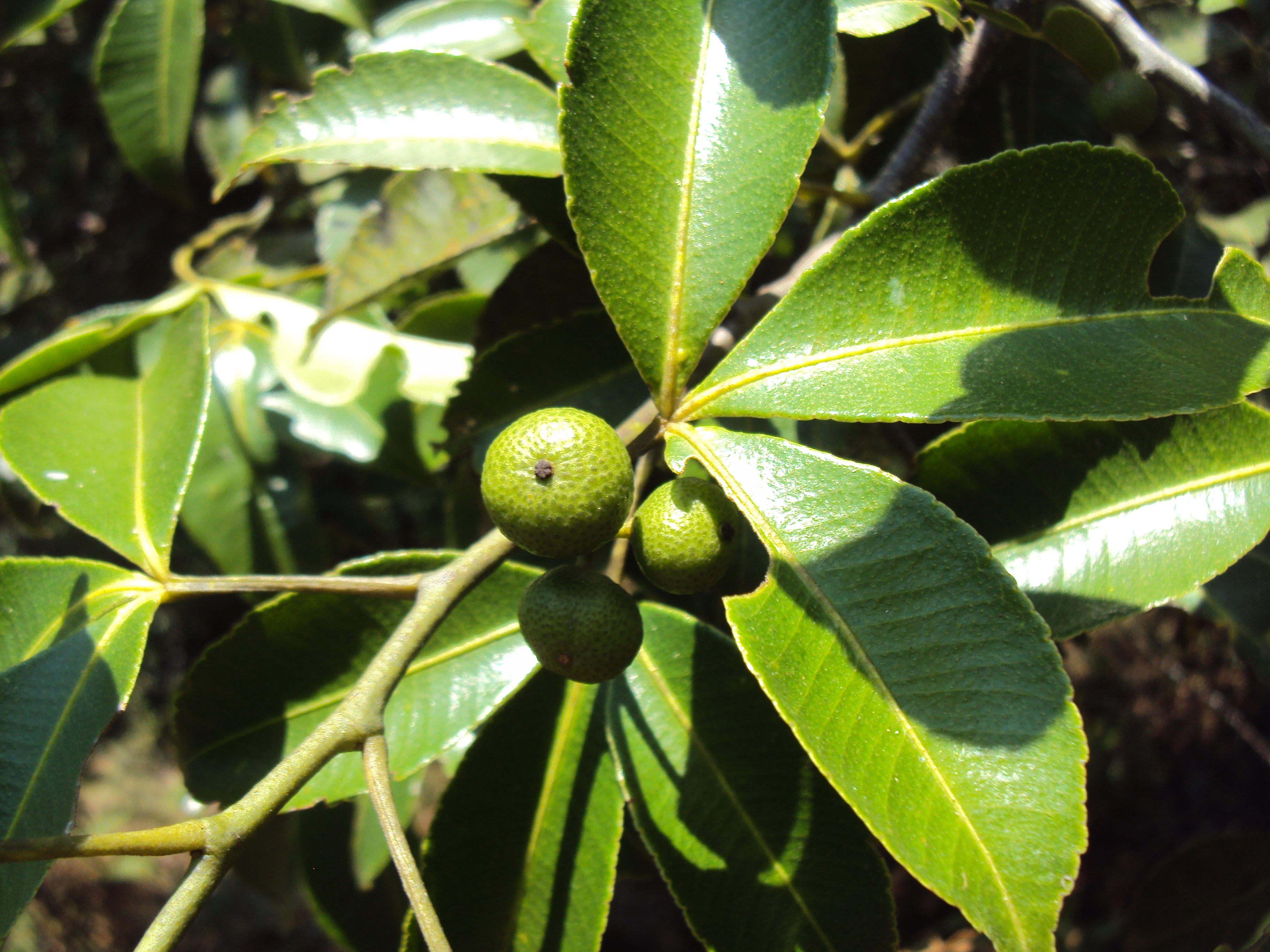
若い果実

## 分布と生育環境
日本では琉球列島に産し、海岸近くの森林に出現する。特に石灰岩地に多い。国外では台湾、中国大陸、インドシナ、マレーシア、インドネシアからインドに分布する。アフリカでも見られるが新しく移入されたものと思われ、雌花はまれにしか見られない傾向がある。ほかにコモロ、セーシェル、マスカリン諸島でも見られる。棘によって他の木などによじ登る蔓植物である。

## 分類
本属は本種のみを含む。

## 利用
沖縄では民間薬として用いられ、果実と根皮は酒で煎じて飲んで風邪に効果があり、咳を止める。また葉や茎、根を煎じたものは健胃、喘息に効果があるとされる。果実は調味料や防腐剤に使われた。根から黄色の染料を取った。他に幹でパイプを作ったとも。
また、果樹園で石垣や木の根本にこの植物の茎を何本か束ねて置き、これはその鋭い棘で子供の悪戯を防ぐために用いられた。
ちなみに果実は脂臭いが生食が可能、とされているが、実際には舌がしびれるほど刺激が強い味がするという。
ケニアのキクユ人も本種の葉や根を風邪の際の薬としており、近年はニエリ県で葉の煎じ汁を風邪や喘息、胸の痛み、歯痛に対して処方するとの報告がある。